# Carlos Moyà
Carlos Moyà Llompart (Palma de Mallorca, 27 de agosto de 1976) é um ex-tenista profissional espanhol.
Em 1999, foi número 1 de simples do ranking mundial masculino. Com isso, se tornou o primeiro tenista espanhol a chegar ao topo do ranking mundial.
Conquistou apenas um título de Grand Slam na carreira, sendo o campeão de Roland Garros em 1998. Além dessa conquista, Moyá foi vice-campeão do Australian Open de 1997.
Em 1998, foi finalista da Tennis Masters Cup (atual ATP World Tour Finals), e na decisão perdeu o título para o compatriota Àlex Corretja.
Ganhou em simples três Masters Series: o Monte Carlo Masters em 1998, o Cincinnati Masters em 2002 e o Roma Masters em 2004.
Um dos principais tenistas da Espanha de todos os tempos, Carlos Moyá encerrou sua carreira no segundo semestre de 2010 e despediu-se do circuito profissional na cidade de Sevilha, durante o Masters da Espanha. Jogando contra o compatriota David Ferrer, o ex-número um de simples do ranking mundial perdeu o jogo por 6-7 (6-8) e 3-6 e deixou a quadra com um "até logo e obrigado".

## Major finals

### Grand Slam finais

#### Simples: 2 (1–1)
| Resultado | Ano  | Campeonato       | Piso   | Oponente      | Placar        |
| --------- | ---- | ---------------- | ------ | ------------- | ------------- |
| Vice      | 1997 | Australian Open  | Duro   | Pete Sampras  | 2–6, 3–6, 3–6 |
| Campeão   | 1998 | Aberto da França | Saibro | Àlex Corretja | 6–3, 7–5, 6–3 |

### Masters Series finais

#### Simples: 6 (3–3)
| Resultado | Ano  | Campeonato   | Piso   | Oponente            | Placar                  |
| --------- | ---- | ------------ | ------ | ------------------- | ----------------------- |
| Campeão   | 1998 | Monte Carlo  | Saibro | Cédric Pioline      | 6–3, 6–0, 7–5           |
| Vice      | 1999 | Indian Wells | Duro   | Mark Philippoussis  | 7–5, 4–6, 4–6, 6–4, 2–6 |
| Vice      | 2002 | Monte Carlo  | Clay   | Juan Carlos Ferrero | 5–7, 3–6, 4–6           |
| Campeão   | 2002 | Cincinnati   | Duro   | Lleyton Hewitt      | 7–5, 7–6(7–5)           |
| Vice      | 2003 | Miami        | Duro   | Andre Agassi        | 3–6, 3–6                |
| Campeão   | 2004 | Rome         | Saibro | David Nalbandian    | 6–3, 6–3, 6–1           |